# الزبير محمد صالح أحمد
الزبير محمد صالح (1944 - 1998)، هو سياسي وعسكري سوداني، من الولاية الشمالية من أفراد ثورة الإنقاذ الوطني، كان النائب الأول لرئيس جمهورية السودان عمر حسن أحمد البشير وشغل عدة مناصب منها منصب وزير داخلية السودان.

## مولده ونشأته
ولد الزبير محمد صالح أحمد في عام 1944. وقد سُمّي الزبير بهذا الاسم تيمّناً بجده لأمه عبد الله بن الزبير الأنصاري الذي كان يلقّب «بكبد الحلة». وشب الزبير ومشى على قدميه وتمرغ بتراب القدار. وكان كغيره من أولاد الحلة، وكثيراً ما كان يجلس إلى والده وهو يتلو القرآن ويستمع إليه وحفظ منه بعض قصار السور وأراد والده أن يلحقه بالخلوة فذهب به إلى الخلوة الوحيدة التي كانت بالقرية وهي خلوة الشيخ عوض التي خلفه على إدارتها ابنه الشيخ محمد أحمد الذي التحق الزبير بالخلوة في عهده ولم يمكث الزبير طويلاً بتلك الخلوة وحفظ منها ما شاء الله له أن يحفظ من القرآن ولمّا بلغ سن الثامنة من عمره تم اختياره لمدرسة القولد الأولية.
التحق الزبير بمدرسة القولد الأولية عام 1952 وهو في الثامنة من عمره، وفي تلك المرحلة برزت بعض مواهبه وجوانب من شخصيته، وقد تعلّم في الداخلية الضبط والربط وأبجديات الإدارة والاعتماد على النفس، وفي العطلات المدرسية كان يعود لقريته «القدار» مشاركاً مع أقرانه في كل عمل يقومون به وكان يطيل الجلوس إلى والده، وقد كان مجلس والده يضم الكثير من الشخصيات، وخلال تلك الفترة رزق والده بشقيقه الأصغر وشقيقته الوحيدة، وقد أكمل الزبير دراسته بمدرسة القولد الوسطى وانتقل إلى مدرسة وادي سيدنا الثانوية في يوليو 1960، وفي مدرسة وادي سيدنا برزت جوانب أخرى من شخصيته وبعض هواياته وكانت السباحة من أحب الهوايات إلى نفسه، ومضت سنوات دراسته بمدرسة وادي سيدنا حتى أكملها في مارس 1964
وكان الإصرار واضحاً عليه لدخول الكلية الحربية وكان يقول إن لم يقبلوني هذا العام فسأكرر المحاولة حتى ألتحق بها. وقد كان الزبير محظوظاً إذ تم اختياره، وفي الكلية الحربية أحبه الجميع لما يتمتع به من روح صافية، ومرّت سنوات الكلية الحربية كأنها على عجل لتخريج الزبير إلى الحياه العملية ليشارك في تغير وجهها.

## الحياة العسكرية
1. بعد تخرجه عمل بالقيادة الشمالية – شندي -
2. ثم التحق بالقيادة الشرقية بالقضارف وعمل ببورسودان
3. وبسلاح النقل وسلاح الصيانة
4. ومنطقة أعالي النيل العسكرية
5. وقائد المركز الموحّد بجبل أولياء.
6. وكان الزبير قد تزوّج بعد تخريجه من الكلية الحربية بسنوات في أواخر الستينات، وبينما هو يتنقل بين وحدات القوات المسلحة من مكان إلى مكان نال شهادات كل الدورات الحتمية لضباط القوات المسلحة.
7. وأضاف إليها دورات فرقة إصلاح مركبات من روسيا
8. ودورة قادة كتائب ومركبات من مصر
9. ودورة إدارة ورش وصيانة من ألمانيا.

## ثورة الإنقاذ الوطني
منذ اندلاع ثورة الإنقاذ الوطني في 30 يونيو 1989 سطع نجمه وذاع صيته وملأ الآفاق في المدن والقرى والبوادي، فقد أصبح نائب رئيس مجلس قيادة الثورة والوزراء وكان الزبير معتقلاً ليلة 30 يونيو 1989 ولكنه رغم ذلك وفق لتحريك قوات من جبل أولياء لإسناد القوة التي نفذّت التغيير بالعزم وسبق الإصرار. وخلال سنوات حكم الإنقاذ تولّى الزبير الكثير من المناصب فقد كان نائباً لرئيس مجلس قيادة الثورة والوزراء، ووزيراً للداخلية كما تولّى مسولية الإشراف المباشر على تنفيذ المشاريع الرئيسية، وكان له جهود كبيرة في مجال العلاقات الخارجية.
| المناصب السياسية | المناصب السياسية               | المناصب السياسية         |
| ---------------- | ------------------------------ | ------------------------ |
| سبقه             | نواب رؤساء السودان 1998 - 2013 | تبعه - علي عثمان محمد طه |

## وفاته
في 13 فبراير 1998، توفي الزبير إثر حادث سقوط طائرة في نهر السوباط وكان معه طه عبد الله الماحي، وتم تشييع جثمانه من الساحة الخضراء وسط حشود شعبية وعسكرية.